# 神戸どうぶつ王国
神戸どうぶつ王国（こうべどうぶつおうこく）は、兵庫県神戸市中央区のポートアイランドにある動植物園である。花と鳥を中心に多数の展示植物が配置された温室などで数多くの鳥が放し飼いになっている。2014年のリニューアル以降は展示動物の種類が大幅に増え、その多くと直接触れあったり餌を与えたりすることができる。

## 概要
2004年5月、鳥類コレクター加茂元照を代表とする株式会社神戸花鳥園が設立され、2006年3月15日、神戸花鳥園として開園した。
2013年11月20日、東京地裁に民事再生法の適用を申請した。2014年4月1日に、兵庫県神崎郡福崎町にある動物施設運営会社「アニマルエスコートサービス」のグループ会社で神戸市内の「どうぶつ王国」が運営権を取得し、営業を引き継いだ。2014年7月19日に「神戸どうぶつ王国」に名称変更の上リニューアルオープンした。

## 施設・動物一覧

### インサイドパーク
- スマトラトラ生態園
  - スマトラトラ
- ロッキーバレー
  - ピューマ、オグロプレーリードッグ、シンリンオオカミ、アライグマ、アメリカクロクマ、アメリカビーバー、シマスカンク、クビワペッカリー
- アジアの森
  - レッサーパンダ、ビントロング、マヌルネコ
- 熱帯の森
  - 主な動物 - ワタボウシタマリン、コモンマーモセット、ピグミーマーモセット、フタユビナマケモノ、ミナミコアリクイ、マタコミツオビアルマジロ、マーラ、ヤブイヌ、ブラジルバク、、ケヅメリクガメ、アルダブラゾウガメ、オニオオハシ、シロムネオオハシ、オウギバト、ニシムラサキエボシドリ、ハイイロエボシドリ、オーストラリアガマグチヨタカ、カンムリシャコ、ヒロハシサギ、ピラルク、フラミンゴシクリッド、コロソマ
- 熱帯の湿地
  - 主な動物 - スナドリネコ、ブラジルカイマン、ビルマニシキヘビ、グリーンイグアナ、ワニガメ、スッポンモドキ、ピラニア
- アフリカの湿地
  - 主な動物 - コビトカバ、ワオキツネザル、サーバル、フェネック、ケープハイラックス、モモイロペリカン、アフリカハゲコウ、アフリカクロトキ、ショウジョウトキ、シロトキ、アフリカヘラサギ、ベニヘラサギ、クロツラヘラサギ、ヨーロッパフラミンゴ、オシドリ、アカツクシガモ、ツクシガモ、クビワコガモ、コールダック、マガモ、ニジキジ、シロクロゲリ、クロエリセイタカシギ
- コンタクトアニマルズ
  - 主な動物 - スナネコ、プーズー、モルモット、アメリカンショートヘア、ノルウェージャンフォレストキャット、トイプードル、フレミッシュジャイアント等
- モモンガの夜～夜の動物たちの世界～
  - ニホンモモンガ、ウスイロホソオクモネズミ、メンフクロウ、フクロシマリス等
- フラワーシャワー
  - ベゴニア類、フクシア類を展示。
- ウォーターリリーズ
  - 主な動物 - ティラピア、グッピー、ソードテール、セルフィンモーリー等
  - 熱帯産スイレンやオオオニバス等の水生植物を展示。
- ハシビロコウ生態園Big bill
  - 主な動物 -ハシビロコウ、ミゾゴイ、キタベニハチクイ

※ロッキーバレーを除くほとんどの場所で餌付け用の餌が販売されており、自由に餌付けが可能。

### アウトサイドパーク
- アクアバレー　
  - ケープペンギン、ミナミアメリカオットセイ、ゴマフアザラシ
- オッターサンクチュアリ
  - コツメカワウソ、マレーバク
- カピバラたちの湿原～Pantanal～
  - カピバラ
- アルパカスペース
  - アルパカ
- ホースライド
  - ハーフリンガー、ポニー
- キャメルコーナー
  - フタコブラクダ
- 風のスタジアム
  - ボーダーコリー、ニュージーランドハンタウェイ、ラブラドール・レトリバー、ゴールデン・レトリバー。ミニチュア・シュナウザー、ブリタニースパニエル、ベニコンゴウインコ、ルリコンゴウインコ、アカコンゴウインコ、キバタン、オオバタン等
- 羊ケ丘
  - コリデール、ミニチュアホース、ミニブタ
- リスの森
  - ニホンリス

## アクセス
- 神戸新交通ポートアイランド線（ポートライナー）計算科学センター駅下車すぐ。